# 안계초등학교 고산분교
안계초등학교 고산분교는 경상북도 의성군 안사면에 있었던 초등학교 분교이다.

## 연혁
- 1962년 4월 26일 만리국민학교 안사분교 설립 인가
- 1962년 5월 1일 안사분교장 개교
- 1967년 3월 18일 고산국민학교 승격 인가
- 1967년 4월 1일 고산국민학교 승격 분리
- 1986년 3월 1일 만리국민학교 분교장 격하 편입
- 1994년 3월 1일 만리분교장 폐교 및 본교 통폐합
- 1996년 3월 1일 고산초등학교 개편
- 1997년 2월 19일 제30회 졸업식(6명, 총 1030명)
- 1997년 3월 1일 안계초등학교 분교장 격하 편입
- 2000년 3월 1일 폐교 및 안계초등학교 통폐합